# 375
375 (CCCLXXV) var ett normalår som började en torsdag i den julianska kalendern.

## Händelser

### Okänt datum
- Hunnerna visar sig i Sydryssland och tränger undan alanerna och goterna.
- Valentinianus I lämnar Trier för att besegra de upproriska quaderna i nuvarande Slovakien. Han dör vid Donau av slaganfall, medan han läxar upp quadernas sändebud.
- Gratianus och Valentinianus II blir romerska kejsare.
- I Africa överlämnas dissidenten och berberprinsen Firmus till romarna av sin bror Gildon.
- Gratianus, påbörjar systematisk förföljelse av hedningar, på uppmaning av Ambrosius. Han konfiskerar templens rikedomar och lägger dem till imperiets skattkammare, samt avlägsnar segeraltaret från senaten. Han verkar för arianismen och donatismen.
- Hieronymus drar sig tillbaka till öknen vid Chalcis i Syrien.
- Den babylonska Talmud skrivs av Rav Ashi. Denna kommentar till Mishnah innehåller uppskattningsvis 2,5 miljoner ord på 5.894 sidor.
- De två första koreanska buddhisttemplen byggs.

## Avlidna
- 17 november – Valentinianus I, romersk kejsare (slaganfall)
- Flavius Theodosius, far till den romerske kejsaren Theodosius I (avrättad)
- Geunchogo, kung av det koreanska kungariket Baekje
- Kipunada, härskare över Kushanriket i Indien
- Rav Papa, amora